# Carlos Loyzaga
Carlos Loyzaga, né le 29 août 1930, à Manille, aux Philippines et mort le 27 janvier 2016 à San Juan, aux Philippines, est un joueur et entraîneur philippin de basket-ball. Il évolue durant sa carrière au poste de pivot.

## Biographie

### Mort
Carlos Loyzaga meurt le 27 janvier 2016 d'un arrêt cardiaque à San Juan (Philippines),.

## Palmarès
- 3e du championnat du monde 1954
- Champion d'Asie 1960, 1963, 1967